# Liste des épisodes de To Love
Cet article est un complément de l’article sur le manga To Love-ru. Il contient la liste des épisodes des différentes saisons de la série télévisée d'animation.

## Liste des épisodes

### To Love-ru -Trouble-
| No | Titre français                                                         | Titre japonais              | Titre japonais                           | Date de 1re diffusion |
| No | Titre français                                                         | Kanji                       | Rōmaji                                   | Date de 1re diffusion |
| -- | ---------------------------------------------------------------------- | --------------------------- | ---------------------------------------- | --------------------- |
| 01 | La fille qui tombait du ciel                                           | 舞い降りた少女              | maiorita Shōjō                           | 3 avril 2008          |
| 02 | Les fiançailles sont annulées !?                                       | 婚約解消!?                  | Konyaku Kaishō!?                         | 10 avril 2008         |
| 03 | Triangle amoureux                                                      | 三角関係                    | Sankaku Kankei                           | 17 avril 2008         |
| 04 | Le tablier d'amour cosmique                                            | 宇宙のLOVEエプロン          | Uchū no LOVE Epuron                      | 24 avril 2008         |
| 05 | Le défi des Reines                                                     | くいーんの挑戦状            | Kuīn no Chōsenjō                         | 1er mai 2008          |
| 06 | L'assassin extra-terrestre                                             | 宇宙人の刺客                | Uchūjin no Shikaku                       | 8 mai 2008            |
| 07 | Ce que les hommes doivent avoir !                                      | 男とはかくあるべし          | Otoko to wa Kaku Arubeshi!               | 15 mai 2008           |
| 08 | L’irréprochable déléguée chargée des règles morales                    | 清廉潔白風紀委員            | Seiren Keppaku Fūkiīn                    | 22 mai 2008           |
| 09 | Un amour plus brillant qu'une étoile                                   | 光星より愛を込めて          | Hikariboshi Yori Ai o Komete             | 29 mai 2008           |
| 10 | L'actrice de l'espace                                                  | 宇宙の女芸人                | Uchū no Onna Geinin                      | 5 juin 2008           |
| 11 | Ombre Dorée                                                            | 金色の闇                    | Konjiki no Yami                          | 12 juin 2008          |
| 12 | Tremblez ! Le festival sportif                                         | 戦慄体育祭                  | Senritsu Taiikusai                       | 19 juin 2008          |
| 13 | L'homme le plus puissant de l'univers                                  | 宇宙一の男                  | Uchūichi no Otoko                        | 26 juin 2008          |
| 14 | Notre secret à tous les deux                                           | ふたりだけの秘密            | Futari Dake no Himitsu                   | 3 juillet 2008        |
| 15 | La princesse de la jungle                                              | 密林のプリンセス            | Mitsurin no Princess                     | 10 juillet 2008       |
| 16 | La course à la déclaration de Run                                      | ルンの突撃告白タイム        | Run no Totsugeki Kokuhaku Time           | 18 juillet 2008       |
| 17 | Le fantôme de l'ancien bâtiment scolaire                               | 旧校舎の幽霊                | Kyū Kousha no Yūrei                      | 24 juillet 2008       |
| 18 | Saruyama le souvenir                                                   | 猿山がお土産                | Saruyama ga Omiyage                      | 31 juillet 2008       |
| 19 | Les sources de l'enfer, les filles extraterrestre et les sept couleurs | 地獄温泉女宇宙人七色ポロリ  | Jigoku Onsen Onna Uchūjin Nanairo Porori | 7 août 2008           |
| 20 | La fille à la chaleur explosive, Magical Kyôko                         | 爆熱少女 マジカルキョーコ炎 | Bakunetsu Shōjo Majikaru Kyōko Fureimu   | 14 août 2008          |
| 21 | Un vent ensanglantée souffles sur l'hôtel Yûki                         | 結城亭血風録                | Yūkitei Keppūroku                        | 21 août 2008          |
| 22 | Tremblez de peur ! Festival culturel                                   | 戦慄！文化祭                | Senritsu! Bunkasai                       | 28 août 2008          |
| 23 | L'histoire du harem de Saruyama                                        | 猿山の大奥物語              | Saruyama no Ōoku Monogatari              | 4 septembre 2008      |
| 24 | Bien que je sois timide                                                | はじらいながら              | Hajirai Nagara                           | 11 septembre 2008     |
| 25 | La dernière nuit de la Terre                                           | 地球最後の夜                | Chikyū Saigo no Yoru                     | 18 septembre 2008     |
| 26 | Lala                                                                   | ララ                        | Lala                                     | 25 septembre 2008     |

### To Love-ru -Trouble-OAV
| No | Titre français                       | Titre japonais                          | Titre japonais                           | Date de 1re diffusion |
| No | Titre français                       | Kanji                                   | Rōmaji                                   | Date de 1re diffusion |
| -- | ------------------------------------ | --------------------------------------- | ---------------------------------------- | --------------------- |
| 01 | Rito devient une fille               | リト、女になる                          | Rito, Onna ni Naru                       | 3 avril 2009          |
| 02 | Rito et Mikan                        | リトと美柑                              | Rito to Mikan                            | 4 juin 2009           |
| 03 | Bienvenue à la Station Sud !!        | 南の島<リゾート>へようこそ!!            | Minami no Rizōto e Yōkoso!!              | 4 août 2009           |
| 04 | Trouble Quest                        | とらぶるくえすと                        | Toraburu Kuesto                          | 4 novembre 2009       |
| 05 | Nana et Momo                         | ナナとモモ                              | Nana to Momo                             | 4 février 2010        |
| 06 | Brouillons Métamorphose Main & Queue | すきま風 メタモルフォーゼ ハンド&テール | Sukima Kaze METAMORUFŌZE HANDO ANDO TĒRU | 2 avril 2010          |

### Motto To Love-ru -Trouble-
| No | Titre français                                                                                       | Titre japonais                                            | Titre japonais                                                           | Date de 1re diffusion |
| No | Titre français                                                                                       | Kanji                                                     | Rōmaji                                                                   | Date de 1re diffusion |
| -- | --- | --------------------------------------------------------- | ------------------------------------------------------------------------ | --------------------- |
| 01 | Une fois de plus, en partant d'ici Guerre dans les bains publics Tic tac tic tac, le son de l'amour♡ | もう一度ここから お風呂場戦争 チクタク チクタク 恋の音♡   | Mō ichido koko kara Ofuroba sensō CHIKUTAKU CHIKUTAKU Koi no Oto♡        | 5 octobre 2010        |
| 02 | Emmené au cœur des ténèbres Bienvenue ! La maison des Yûki Pyjama Party                              | 暗闇の中でうつるもの ようこそ!結城家へ お泊り会           | Kurayami no Naka de Utsuru Mono Yōkoso! Yuuki-ke e Otomari kai           | 12 octobre 2010       |
| 03 | Potion d'amour spéciale ♡ Vous voir à travers une lentille ... Tu es ma Cendrillon d'amour ♡         | 特恋薬♡ レンズ越しに見る君は... 愛しの君はシンデレラ♡     | Tokkō yaku♡ RENZU goshi ni miru kimi wa... Itoshi no kimi wa SHINDERERA♡ | 19 octobre 2010       |
| 04 | Yami-Yami fashion Amour merveilleux ♡ Jumelles ☆ en fuite                                            | ヤミヤミファッション ワンダフル·ラブ♡ ツインズ☆エスケイプ | Yami-yami FASSHON WANDAFURU RABU♡ TUINZU ☆ ESUKEIPU                      | 26 octobre 2010       |
| 05 | Reine d'amour !? Allons jouer ♪ Ce doux sentiment est le goût du chocolat                            | 恋愛クイーン!? お遊戯しましょ♪ 甘い気持ちはチョコの味     | Ren'ai QUĪN!? Oyūgi shimasho ♪ Amai Kimochi wa CHOKO no Aji              | 2 novembre 2010       |
| 06 | Filles de plage♡ Professeur du soir Maître de la romance                                             | ビーチ·ガールズ♡ 深夜の家庭教師 恋愛マスター              | BĪCHI GǍRUZU♡ Shinsha no kateikyōshi Ren'ai MASUTĀ                       | 9 novembre 2010       |
| 07 | La clinique des ténèbres Hostilité Une étrange Haruna-chan                                           | 闇の診療所 敵対心 おかしな春菜ちゃん                      | Yami no shinryōjo Tekitaishin Okashi na Haruna-chan                      | 16 novembre 2010      |
| 08 | Devenez plus gros ♪ Vie merveilleuse Humeur à la transformation                                      | 大きくなぁーれ♪ ワンダフルライフ 気分はトランス           | Ōkiku Nāre♪ WANDAFURU RAIFU Kibun wa TORANSU                             | 16 novembre 2010      |
| 09 | Pour qui sonne la cloche Un désordre dérangeant ? Idole amoureuse                                    | 誰がためにベルは鳴る 迷惑暴走? 恋心アイドル               | Dareka tame ni Beru wa Naru Meiwaku Bōsō? Koigokoro AIDORU               | 30 novembre 2010      |
| 10 | Pollen télépathique Les sentiments d'une fille Cœur palpitant ☆ E-mail                               | 花粉伝心 オンナノコノキモチ ドキドキ☆メール               | Kafun Denshin On'na no Ko no Kimochi Dokidoki ☆ MĒRU                     | 7 décembre 2010       |
| 11 | "Ici la sœur", rien à signaler Amour faussé ? Amour prédit                                           | 「妹」戦線異状アリ 偽りの恋? 恋愛予報                     | Imōto' Sensen Ijō Ari Itsuwari no Koi? Ren'ai yohō                       | 14 décembre 2010      |
| 12 | Je vous adore ♡ 1 Je vous adore ♡ 2 Je vous adore ♡ 3                                                | 大スキ♡1 大スキ♡2 大スキ♡3                                | Daisuki♡1 Daisuki♡2 Daisuki♡3                                            | 21 décembre 2010      |

### To Love-ru Darkness
| No | Titre français                   | Titre japonais                            | Titre japonais               | Date de 1re diffusion |
| No | Titre français                   | Kanji                                     | Rōmaji                       | Date de 1re diffusion |
| -- | -------------------------------- | ----------------------------------------- | ---------------------------- | --------------------- |
| 01 | Suite                            | コンティニュー                            | Kontinyū                     | 5 octobre 2012        |
| 02 | Cuisine et méfiance              | 疑惑と料理                                | Giwaku to ryōri              | 12 octobre 2012       |
| 03 | Chacun ses intentions            | それぞれの思惑 (Leurs intentions)         | Sorezore no omowaku          | 19 octobre 2012       |
| 04 | Passé, amitié et sourire         | 過去と友達と笑顔と (Vrai sourire)         | Kako to tomodachi to egao to | 26 octobre 2012       |
| 05 | Les Choses changent              | 変わり行くもの達 (Un homme ? Une femme ?) | Kawariiku mono tachi         | 2 novembre 2012       |
| 06 | L'Heure du changement            | 変わり行く時…… (Métamorphose)             | Kawariiku toki               | 9 novembre 2012       |
| 07 | La Découverte du bonheur         | 幸せの発明品 (Sisters)                    | Shiawase no hatsumei hin     | 16 novembre 2012      |
| 08 | Les Liens du bonheur             | 幸せの絆 (Mauvaise humeur)                | Shiawase no kizuna           | 30 novembre 2012      |
| 09 | La Vérité cachée dans l'ombre    | 闇の中の素顔 (Vrai sentiment)             | Yami no naka no sugao        | 7 décembre 2012       |
| 10 | Le Souvenir de demain            | 明日につながる記憶                        | Ashita ni tsunagaru kioku    | 14 décembre 2012      |
| 11 | Quelle vie choisir ?             | 生き方って何?                             | Ikikata tte nani ?           | 21 décembre 2012      |
| 12 | Les Sentiments d'une jeune fille | 乙女の想い                                | Otome no omoi                | 28 décembre 2012      |

### To Love-ru DarknessOAV
| No | Titre français | Titre japonais                                                                              | Titre japonais                                                                                     | Date de 1re diffusion |
| No | Titre français | Kanji                                                                                       | Rōmaji                                                                                             | Date de 1re diffusion |
| -- | --- | ------------------------------------------------------------------------------------------- | -------------------------------------------------------------------------------------------------- | --------------------- |
| 01 | Prologue Plan pollen Contact corporel                                                                                    | プロジェクト始動 危険な妹情事 ニャンダフルライフ                                            | Purojekuto Shidō Kiken na Imōto Jōji Nyandafuru raifu                                              | 17 août 2012          |
| 02 | Nostalgie ~À l'époque, À cet endroit~ Le cœur qui change ~Sentiments honnêtes~ Fleur ~Sentiments en floraison ?~         | Nostalgia ～あの時、あの場所で～ The changing heart ～素直な感情～ Flower ～芽生える感情?～ | Nostalgia -Ano toki, ano basho de- The changing heart -Sunao na kanjou- Flower -Mebaeru kanjou?-   | 19 décembre 2012      |
| 03 | Échange ~Moi et Moi~ Ce sentiment ~Le prof qui Endure~                                                                   | Exchange ～オレと私～ It Feels ～耐える教師～                                               | Exchange -Ore to watashi- It Feels -Taeru Kyoushi!-                                                | 19 août 2013          |
| 04 | Fille de feu Magical Kyouko - Flamme !! Infiltration ~Kyouko a des problèmes?~ Adhésion ~Mais sans mauvaises intentions~ | 爆熱少女マジカルキョーコ炎!! Infiltration ～キョ－コ！参る？～ Adhesion ～悪気はないけど～  | Bakunetsu shōjo MAJIKARU Kyōko FUREIMU!! Infiltration -Kyouko! Mairu?- Adhesion -Warugi wanaikedo- | 4 décembre 2013       |
| 05 | Soudainement ~Imagination et Réalité~ Téléphone mobile ~Cœur battant ☆ Voix~ Clair de Lune ~Ange au clair de Lune~       | Suddenly ～想像と現実～ Mobile phone ～ドキドキ☆ボイス～ Moonlight ～月下の天使～           | Suddenly -Sōzō to Genjitsu- Mobile phone -DokiDoki☆Boisu- Moonlight -Gekka no Tenshi-              | 4 décembre 2014       |
| 06 | Photographie ~Séance photo !~ Technique ~La porte d'une jeune fille~ Vacances ~Alors, ☆ mes plats ?~                     | Photography～激写せよ！～ Technique～乙女の扉～ Holiday～お料理の☆はいくつ？～              | Photography ~Gekishase yo!~ Technique ~Otome no Tobira~ Holiday ~Oryori no ☆ wa ikusu?~            | 3 avril 2015          |

### To Love-ru Darkness 2nd
| No | Titre français                                        | Titre japonais                             | Titre japonais                                 | Date de 1re diffusion |
| No | Titre français                                        | Kanji                                      | Rōmaji                                         | Date de 1re diffusion |
| -- | ----------------------------------------------------- | ------------------------------------------ | ---------------------------------------------- | --------------------- |
| 01 | Inconsciemment ~La tête qui tourne ☆ Le cœur qui bat~ | Unconsciously 〜頭ふわふわ☆心どきどき〜    | Unconsciously ~Atama Fuwafuwa☆Kokoro Dokidoki~ | 6 juillet 2015        |
| 02 | Compliqué ~Les hésitations du cœur~                   | Uneasy 〜心の迷い〜                        | Uneasy ~Kokoro no mayoi~                       | 13 juillet 2015       |
| 03 | Après la tempête vient le calme ~Amis~                | After a storm comes a calm 〜ともだち〜    | After a storm comes a calm ~Tomodachi~         | 20 juillet 2015       |
| 04 | Festival d'été ~Le début du festival~                 | Summer festival 〜祭りの始まり〜           | Summer festival ~Matsuri no hajimari~          | 27 juillet 2015       |
| 05 | Nouveau coup ~Qui se ressemble s'assemble ?~          | New move 〜似たものどうし ?〜              | New move ~Ni ta mono dō shi ?~                 | 3 août 2015           |
| 06 | Valet ~Compétition~                                   | Manservant 〜争奪戦〜                      | Manservant ~Sōdatsu Sen~                       | 10 août 2015          |
| 07 | Résistance ~Je sais, mais...~                         | Resistance 〜わかっているけど〜            | Resistance ~Wakatte iru kedo~                  | 24 août 2015          |
| 08 | Danger ~Danger~                                       | Danger 〜危・剣〜                          | Danger ~Ki・ken~                               | 31 août 2015          |
| 09 | Baiser ~Au-delà du baiser~                            | Kiss 〜キスの先にあるもの〜                | Kiss ~Kisu no saki ni aru mono~                | 7 septembre 2015      |
| 10 | Vrai personnage ~Je me suis fait prendre !?           | True character 〜正体バレた !?〜           | True character ~Shōtai bare ta !?~             | 14 septembre 2015     |
| 11 | Le début de l'Ombre ~Ce moment~                       | The beginning of darkness 〜その時〜       | The beginning of darkness ~Sono toki~          | 21 septembre 2015     |
| 12 | Prédiction impossible ~L'Ombre hors de contrôle~      | Prediction is impossible 〜暴走する闇〜    | Prediction is impossible ~Bōsō suru yami~      | 28 septembre 2015     |
| 13 | Pouvoir contre pouvoir ~Protecteur et protégé~        | Power and power 〜守るものと守られるもの〜 | Power and power ~Mamoru mono to mamorareru mo~ | 28 octobre 2015       |
| 14 | Futur Brillant ~Merci~                                | Bright future ～ありがとう～               | Bright future ~Arigatou~                       | 28 octobre 2015       |

### To Love-ru Darkness 2nd OAV
| No | Titre français                                                                                | Titre japonais                                              | Titre japonais                                                 | Date de 1re diffusion |
| No | Titre français                                                                                | Kanji                                                       | Rōmaji                                                         | Date de 1re diffusion |
| -- | --------------------------------------------------------------------------------------------- | ----------------------------------------------------------- | -------------------------------------------------------------- | --------------------- |
| 01 | Histoire d'épouvante ~Aimes-tu les choses qui font peur?~ Clinique ~Ne peut pas être honnête~ | Ghost story 〜怖いのはいかが?〜 Clinic 〜素直になれなくて〜 | Ghost story ~Kowai no wa Ikaga?~ Kurinikku ~Sunaoninarenakute~ | 4 janvier 2016        |
| 02 | Maman ~Un ange trop beau~                                                                     | Mother ～美しすぎる天使～ Charm ～偉大なる母～              | Mother ~Utsukushi sugiru tenshi~ Charm ~Idainaru haha~         | 4 juillet 2016        |
| 03 | Premier accident? ~Le premier......~ Je pense ~Un pas vers l'avant~                           | First accident? ~初めての……~ I think ~一歩前に~             | First accident? ~Hajimete no......~ I think ~Ichi ho mae ni~   | 2 décembre 2016       |
| 04 | Multiplication ~De l'avant à l'arrière~                                                       | Multiplication ~前から後ろから~                             | Multiplication ~Mae kara ushirokara~                           | 2 novembre 2017       |